# Forstakademie Dreißigacker

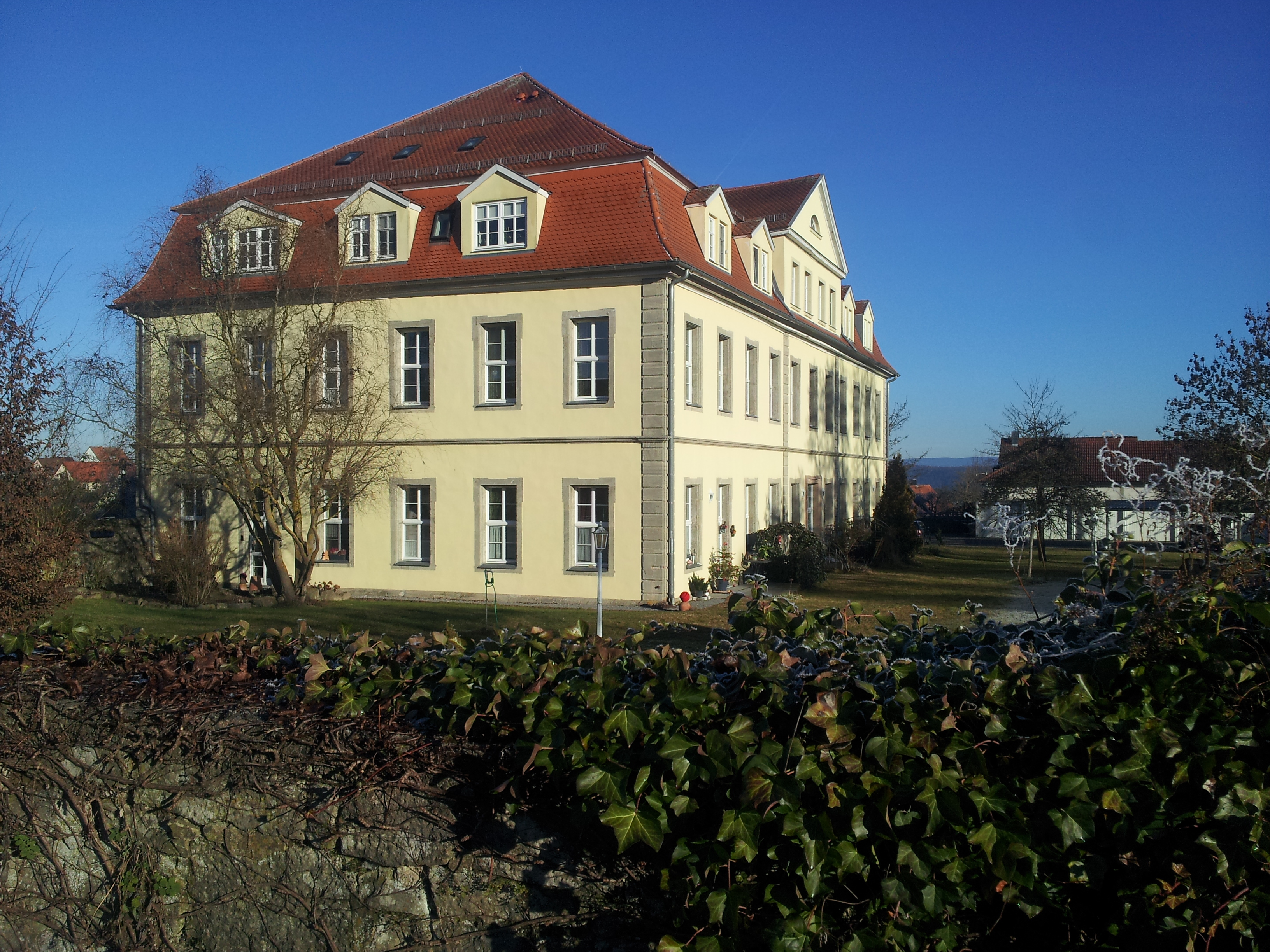
Schloss Dreißigacker aus Südwest

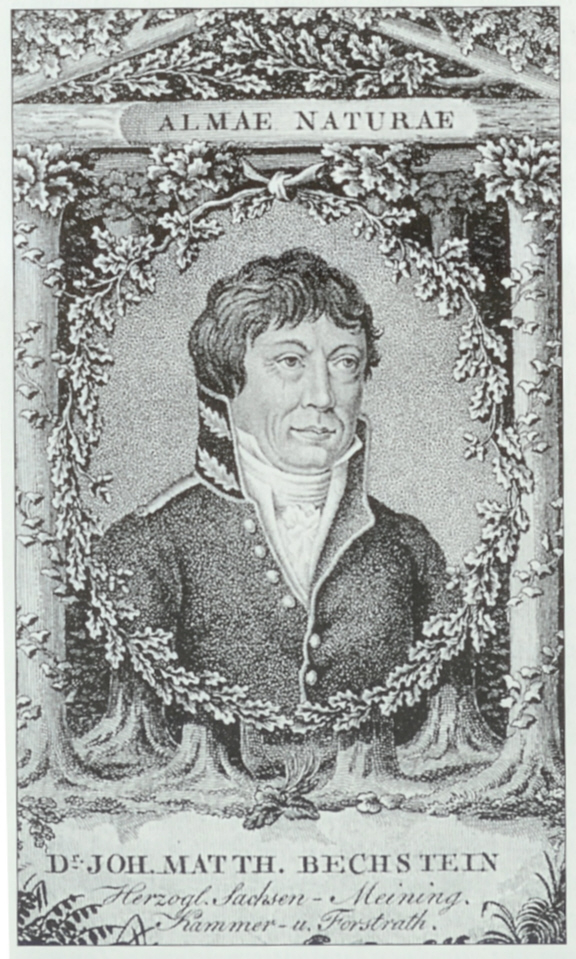
Gründungsdirektor und Vordenker Johann Matthäus Bechstein

Die Herzogliche Forstakademie Dreißigacker war eine von 1801 bis 1843 bestehende Forsthochschule im Herzogtum Sachsen-Meiningen. Sie hatte ihren Sitz im Schloss Dreißigacker bei Meiningen.

## Geschichte
Herzog Georg I. von Sachsen-Meiningen bemühte sich die Forstwirtschaft in seinem Herzogtum zu verbessern. Daher berief er 1800 Johann Matthäus Bechstein nach Dreißigacker, um 1801 die Lehranstalt für Forst- und Jagdkunde dort zu eröffnen. Bechstein hatte bereits 1794 bei Waltershausen eine erste private öffentliche Forstlehranstalt eröffnet, die eine der ersten Schulen dieses Typs war. Mit ihm kam auch die Societät für Forst- und Jagdkunde nach Dreißigacker. Im Jahr 1801 wurden die Gesetze für die Studenten der Schule erlassen und die Lehranstalt erhielt durch den Herzog eine eigene Gerichtsbarkeit. Überregionale Zeitungen druckten Ankündigungen der Eröffnung der Lehranstalt, ebenso wie die ersten Vorlesungsverzeichnisse. Es stellte sich schnell eine Studentenschaft ein, die auch viele Studenten aus dem Ausland umfasste. 1803, als das Institut schon 57 Studenten zählte, wurde die Lehranstalt durch den Herzog auf Wunsch Bechsteins von der Lehranstalt zur Akademie erhoben. Die Erhöhung zur Akademie wurde im Reichsanzeiger 1806 überregional bekanntgemacht. Die Akademie sah sich im Rang einer Universität. Der Fürst selbst war regelmäßig an der Akademie und wohnte den Examen bei. 1810 wurde ein großer botanischer Baumgarten mit diversem verschiedenen Gehölz zur Lehre angelegt. 1816 waren an der Akademie etwa 70 Studenten eingeschrieben. 1817 genehmigte die Herzogin Louise Elenore die Anschaffung von weiterem Lehrmaterial und Büchern, sodass der Grundstein für eine Akademiebibliothek gelegt war. Bis dahin waren die Dozenten und Studenten auf die Privatbibliothek Bechsteins angewiesen. 1819 wurde die Forstakademie um eine Landwirtschaftsakademie ergänzt. Sich an der Akademie gründende Burschenschaften wurden regelmäßig untersagt.
Nach dem Tod Bechsteins beanspruchte der Mathematikdozent Johann Wilhelm Hoßfeld die Direktorenstelle. Allerdings übertrug Herzog Bernhard II. von Sachsen-Meiningen die Stelle an den Oberforstmeister Carl Friedrich Ludwig Julius Freiherr von Mannsbach. 1823 wurde die akademische Gerichtsbarkeit aufgelöst und die Gerichtsbarkeit dem herzoglichen Oberlandesgericht Meiningen übertragen. 1826 hatte die Akademie noch etwa 50 Studenten. In dieser Zeit wurde der Botanische Garten aufgegeben und durch eine Samenschule ersetzt, bevor die Landesregierung ihn 1834 in Bauplätze umwandeln ließ. 1827 gab es den Plan, die Akademie nach Hildburghausen zu verlegen. Dieser wurde nicht zuletzt wegen des guten Rufs der Akademie, der mit dem Namen Dreißigacker verbunden war, verworfen. 1831 wurden durch den Direktor Mannsbach Maturitätsprüfungen für die Bewerber eingeführt, um das Niveau der Studenten abzusichern.
Die Akademie verfügte über ein großes Naturalienkabinett, das neben ausländischen Vögeln auch etwa 240 ausgestopfte einheimische Vögel umfasste und damit die zu dieser Zeit vollständige bekannte deutsche Vogelwelt. Außerdem gab es 140 Kästen mit Forstinsekten, 100 einheimische Schmetterlinge, eine petrographische Sammlung mit über 200 Teilen und vieles Weiteres. Die Akademie verfügte über ein gut ausgestattetes Laboratorium, verschiedene Messgeräte sowie ein gut ausgestattetes physikalisches Kabinett, das in den letzten Jahren der Akademie auch einen Daguerreotypieapparat umfasste.
Um 1835 kamen in den deutschen Ländern Gerüchte auf, nach denen die Akademie in Dreißigacker vor der Schließung stünde. Die Akademie zählte in dieser Zeit 34 Studenten. Zugleich gab es Pläne, die Akademie um technologische und bautechnische Fächer zu einer polytechnischen Lehranstalt zu erweitern. 1837 verfügte die Akademie wieder über 54 Studenten. Allerdings wurden 1838 Zweifel am Niveau der Lehranstalt laut. Entsprechend wurde die Möglichkeit diskutiert, die Akademie wieder zu einer Forstschule herabzustufen. In der Folgezeit gab es noch Versuche, die Akademie zu retten. Schließlich wurde die Akademie 1843 durch Herzog Bernhard II. endgültig geschlossen. Die zoologische Sammlung ging 1848 an das Herzogliche Realgymnasium Meiningen.
Die Studenten stammten zu großen Teilen aus adeligen Familien und ein großer Teil aus dem Ausland. Zwischen 1801 und 1843 haben 996 Studenten die Akademie durchlaufen, darunter 581 Ausländer.

## Persönlichkeiten

### Bekannte Hochschullehrer
siehe auch Kategorie:Hochschullehrer Meiningen
- Johann Matthäus Bechstein (1757–1822), Naturforscher, Forstwissenschaftler und Ornithologe, erster Direktor der Forstakademie Dreißigacker
- Carl Gottlob Cramer (1758–1817), Schriftsteller und Forstrat, Lehrer an der Forstakademie für Kameralwissenschaften, Forstschutz, Forstbenutzung und Forstdirektion
- Johann Wilhelm Hoßfeld (1768–1837), Forstmathematiker und Forstrat, Dozent der Mathematik und Physik an der Forstakademie
- Christian Peter Laurop (1772–1858), Forstwissenschaftler, Lehrer für Forstwissenschaftler und zweiter Direktor der Socität für Forst- und Jagdkunde
- Johann Christian Friedrich Meyer (1777–1854), Forstwissenschaftler, Lehrer für Mathematik, Naturgeschichte, Botanik, Forst- und Jagdrecht
- Johannes Herrle (1778–1860), Forst- und Jagdwissenschaftler, Lehrer für Pflanzenzeichen, Feldvermessung und Forstwissenschaft von 1803 bis zur Schließung der Akademie
- Albrecht Reinhard Bernhardi (1797–1849), Professor an der Forstakademie und früher Vertreter der Eiszeittheorie

### Bekannte Studenten
- Johannes Herrle (1778–1860), Forst- und Jagdwissenschaftler
- Heinrich Ludwig Smalian (1785–1848), Oberforstmeister
- Adolf Johann Otto von Wickede (1785–1853), Vermesser und Forstbeamter
- Friedrich Georg Leonhard Schrödter (1786–1862), Oberforstmeister
- Julius von den Brinken (1789–1846), Forstmann und Forstwissenschaftler, polnischer Generalforstmeister
- Carl Heinrich Georg von Heyden (1793–1866), deutscher Politiker und Entomologe (Insektenkundler)
- August Heinrich von Pachelbel-Gehag (1795–1857), Offizier, Beamter und Gutsbesitzer
- Ludwig Greiner (1796–1882), Forstmann und Landvermesser
- Carl Wagner (1796–1867), Maler
- Georg Wilhelm von Wedekind (1796–1856), Geheimer Oberforstrat und Politiker
- Karl Weiprecht Reinhard von Gemmingen (1797–1882), Oberjägermeister
- Friedrich Anton Georg Karl von Bock und Hermsdorf (1798–1866), Staatsmann
- Hans von Veltheim (1798–1868), Forstmann, Politiker und Hofbeamter
- Carl Heinrich Edmund von Berg (1800–1874), Forstwissenschaftler und Forstpraktiker
- Ferdinand von Alvensleben (1803–1889), Gutsherr und Politiker
- Max von Eelking (1813–1873), Historiker, Offizier und Maler
- Victor von Alten (1817–1891), Forstmeister und Politiker

### Weitere Persönlichkeiten
- Friedrich August Wilhelm Ludwig Roux (1817–1897), Fechtlehrer an der Akademie